# مقاطعة إسكمبيا (فلوريدا)
مقاطعة إسكمبيا، فلوريدا (بالإنجليزية: Escambia County, Florida)‏ هي إحدى مقاطعات ولاية فلوريدا في الولايات المتحدة. ، بلغ عدد سكانها 297619 نسمة في عام 2010 حسب إحصاء مكتب تعداد الولايات المتحدة وتصل الكثافة السكانية فيها 173.53 نسمة/كم2.